# Escultura de Nepal

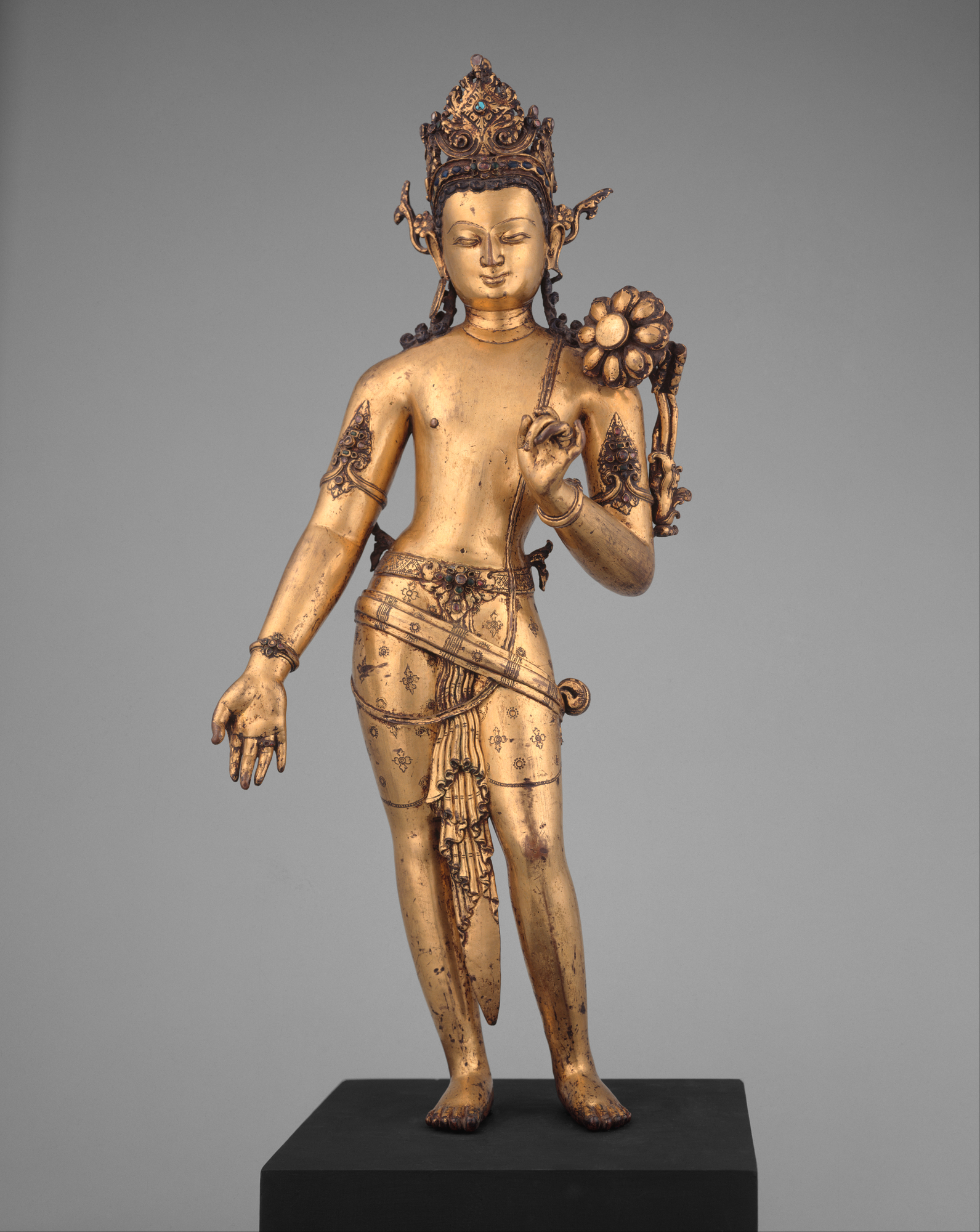
Escultura del valle de Katmandú de Nepal, se conserva en el Museo Metropolitano de Arte de Nueva York.

La escultura de Nepal muestra influencias de la escultura y el estilo artístico de la India, de las regiones de Pala y Gupta específicamente. La mayoría de las esculturas recogidas que sobreviven representan figuras y motivos religiosos, extraídos tanto del hinduismo como del budismo, ya que las dos religiones han convivido pacíficamente en la región nepalesa durante más de dos mil años.
Aunque se inspiró en las tradiciones escultóricas de la India y en la iconografía religiosa del budismo y el hinduismo, la escultura nepalesa evolucionó hacia su propio estilo distintivo, con una tendencia hacia ornamentos más decorados, actitudes físicas exageradas y representaciones alargadas de los rasgos faciales.

## Período Licchavi
El periodo Licchavi, nombrado así por la familia gobernante Licchavi, abarcó del 400 al 750. Una escultura de bamana Tribikram erigida por el rey Lichchhavi Man Dev está considerada la más antigua de Nepal. Las esculturas que se crearon durante el periodo de Licchchhavi incluyen las de Palanchowk Bhagawati, Budhanilkantha, etc. Las estatuas dentro del Templo Changu Narayan y su entorno, la estatua de Palanchowk Bhagawati o la estatua de Budhanilkantha son algunos ejemplos de esculturas realizadas durante el período de Licchchhavi.

## Período Malla

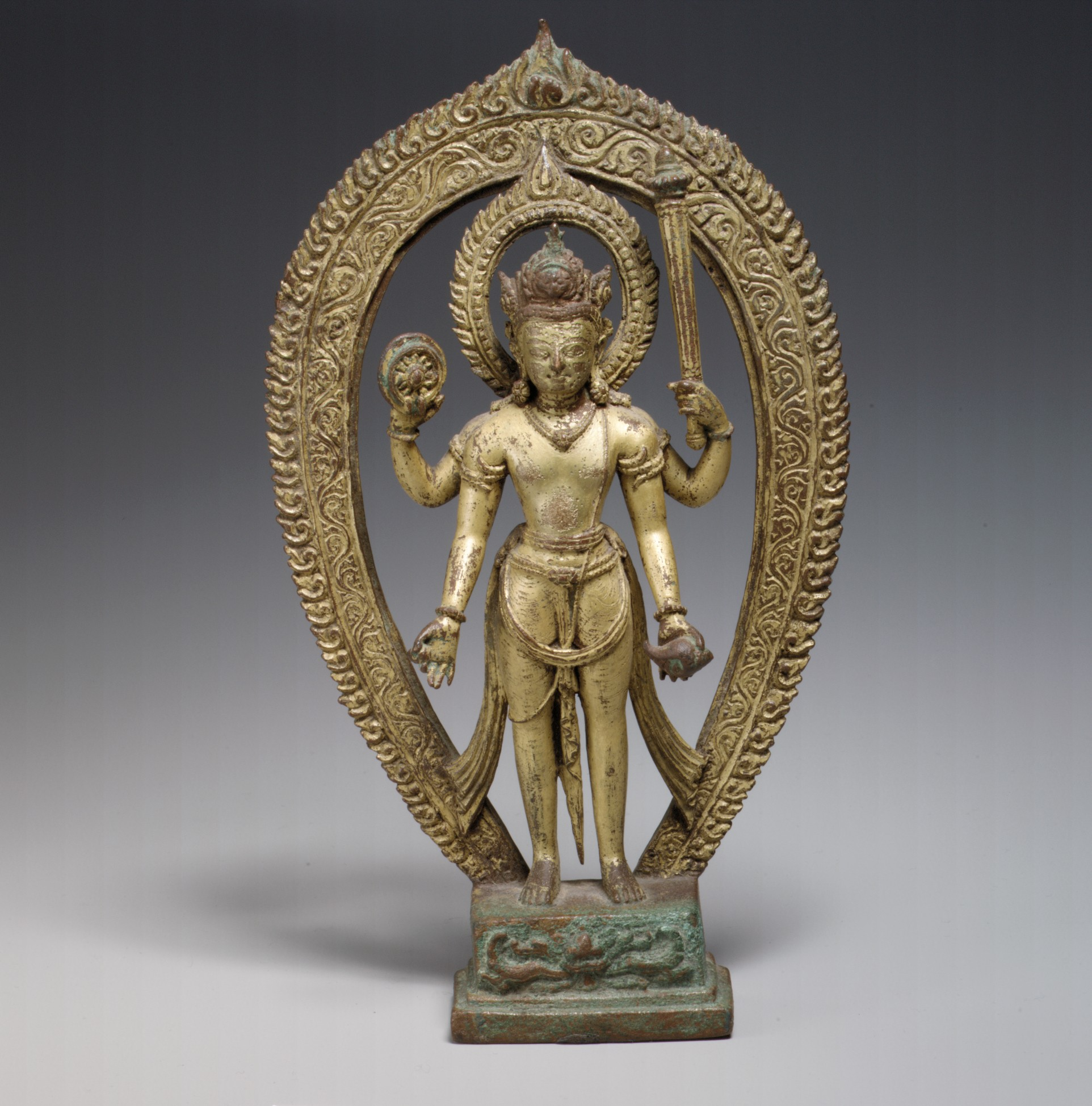
Escultura de Vishnu del.

Los gobernantes del período de Malla patrocinaron las creencias y tradiciones budistas e hindúes, lo que llevó a ambas formas de la iconografía religiosa que florecieran en el arte y la escultura. El pueblo Newar, una tribu que originariamente habitó el valle de Katmandú, viajó extensamente por la región y se convirtió en la influencia dominante en términos de estilo artístico que se extendió a través de las montañas del Himalaya. Obras de deidades que incluyen Ganesha, Shiva, Vishnu, Surya, Laxmi, Sarasvati o Buda Gautama fueron creadas durante este período. Otros ídolos de reyes y dioses también eran piezas comunes. Los avances en la técnica incluyeron el desarrollo del moldeo, la escultura de joyería y temas basados en el pensamiento y la práctica tántrica.